# Dragons Forever (film)
Dragons Forever (Fei lung mang jeung) è un film del 1988 diretto da Sammo Hung e Corey Yuen. I protagonisti sono Jackie Chan, Sammo Hung, Biao Yuen, Deannie Yip e Nancy Lee. Il film è inedito in Italia.

## Trama
Una compagnia di pesca intraprende un'azione legale contro una fabbrica chimica locale accusata di inquinare l'acqua. La misteriosa azienda chimica assume l'avvocato Jackie Lung (Jackie Chan) per trovare informazioni che possano screditare la compagnia di pesca. Jackie coinvolge il suo amico trafficante d'armi, Luke Wong (Sammo Hung), per corteggiare la proprietaria della compagnia, Miss Yip (Deannie Yip), nel tentativo di convincerla a trovare un accordo extragiudiziale.
Lung chiama anche Timoty Tung Tak (Yuen Biao), un buffo inventore e criminale professionista, per piazzare delle cimici nell'appartamento di Miss Yip. Sfortunatamente, Wong e Tung non sono a conoscenza dei rispettivi ruoli e finiscono presto per entrare in conflitto, mentre Lung cerca di mantenere la calma.
Wong si innamora di Miss Yip, mentre Lung corteggia sua cugina, Miss Wen, una scienziata ambientale che testimonierà a favore di Miss Yip. I tre uomini scoprono per caso che la fabbrica chimica è in realtà una copertura per un impero della droga, gestito da Hua Hsien-Wu (Yuen Wah). Ben presto si trovano a confrontarsi con gli scagnozzi di Hua e, infine, infiltrano la fabbrica per un confronto finale con Hua stesso e il suo braccio destro, un maestro di arti marziali.
Bellissimo lo showdown finale con oltre 25 minuti di pure arti marziali, tra tecnica e incredibili stunt, dove Jackie, Sammo e Biao affrontano gli sgherri di Mr. Wu. Tra gli scontri degni di nota, figurano Yuen Biao contro Billy Chow (campione di Tai Box) e Jackie contro Benny "The Jet" Urquidez, che si affrontano nuovamente dopo il loro primo combattimento nel cult "Wheels On Meals".

## Produzione
La pellicola è l'ultima in cui compaiono insieme tutti e tre i "fratelli Dragoni".
Sammo nel suo periodo d'oro, fatto di grandi successi come Iron Fisted Monk (1977), Warriors Two (1978), Knockabout (1979), Encouters Of Spooky Kinds (1980), The Victim (1980), The Prodigal Son (1981), Carry On Pickpocket (1982), Winners e Sinners (1983), Owl VS Bombo (1984),  Wheels On Meals (1984), My Lucky Stars (1985), Twinkle Twinkle Lucky Stars (1985), Heart Of Dragon (1985), Millionaire's Express (1986) e Eastern Condors (1987), realizza una nuova perla per coreografie e ritmi incalzanti nei combattimenti, dove sfrutta al meglio le doti acrobatiche dei suoi compari Jackie e Biao.

## Colonna sonora
La colonna sonora "When We Touch" è cantata da Jackie Chan e dalla compianta Anita Mui. Ebbe grande successo e venne ascoltata da molte radio asiatiche per tutta la fine degli anni '80.

## Riconoscimenti
- 1989 - Hong Kong Film Awards 
  - Candidatura alle migliori coreografie d'azione